# الكربات (المخادر)

تعديل مصدري - تعديل

الكربات محلة تابعة لقرية القبعة، التابعة لعزلة بني سرحة بمديرية المخادر إحدى مديريات محافظة إب في الجمهورية اليمنية، بلغ تعداد سكانها 34 حسب تعداد اليمن لعام 2004.